# アントニオ・カルロス・アンドレ
アントニオ・カルロス・アンドレ（ポルトガル語: Antonio Carlos Andre, 1958年3月24日 - ）は、ブラジル出身の元サッカー選手、サッカー指導者。現役時代のポジションはミッドフィールダー（攻撃的MF）。日本での登録名はアンドレ。

## 来歴
CRフラメンゴの育成組織で育ち、18歳の時にトップチームとプロ契約を締結 。ブラジル代表のジーコとチームメイトとなったが、1979年にはアメリカーノへ1年間、1980年にはバイーアへ半年間に渡りレンタル移籍をした。
フラメンゴ退団後はロンドリーナ、ブラジウ、インテルナシオナル、ジョインヴィレなどのクラブを渡り歩いた後、1984年にキンゼ・デ・ジャウーへ移籍。ブラジウへの半年間のレンタル移籍後、CSAを経て1987年にキンゼ・デ・ジャウーへ復帰。
同年9月13日、同僚のアディウソンとともに日本サッカーリーグ (JSL) 1部のヤマハ発動機に移籍した 。ヤマハにとっては初の外国人選手であり、1987-88シーズン開幕まで1か月に迫った中での移籍となった 。合流の遅れを不安視する声もあったが、開幕戦からスタメンに名を連ねると攻守にわたる精力的な働きで、アディウソンとともに攻撃陣を牽引。1987年5月21日に行われたJSL1部第20節、マツダ戦での決勝点を含む8得点をあげてヤマハのリーグ初優勝に貢献し、年間優秀11人賞に選ばれた。翌1988-89シーズンにはコダック・オールスター・サッカーに出場しMVPに選ばれた。1989-90シーズン後にブラジルに帰国し、アトレチコ・パラナエンセに所属した後、1991-92シーズンにヤマハに復帰。この時点で33歳となり体力的な不安はあったが、長澤和明監督から円熟味のあるプレーを評価されての復帰だった。同シーズンには3年ぶりにコダック・オールスター・サッカーに出場した。
引退後は指導者となり静岡FCの監督、2003年にサガン鳥栖のコーチを務めた。
2007年からはグランセナ新潟FCのサッカースクールや育成部門のコーチを務めたほか、クラブから派遣されて北越高等学校サッカー部のコーチを務めた。
2022年現在は北信越フットボールリーグ2部に所属するグランセナ新潟FCのトップチーム、新潟県社会人サッカーリーグ3部に所属するグランセナ新潟FCアミーゴスの監督を務めている。

## 個人成績
| 国内大会個人成績 | 国内大会個人成績 | 国内大会個人成績 | 国内大会個人成績 | 国内大会個人成績 | 国内大会個人成績 | 国内大会個人成績 | 国内大会個人成績 | 国内大会個人成績 | 国内大会個人成績 | 国内大会個人成績 | 国内大会個人成績 |
| 年度             | クラブ           | 背番号           | リーグ           | リーグ戦         | リーグ戦         | リーグ杯         | リーグ杯         | オープン杯       | オープン杯       | 期間通算         | 期間通算         |
| 年度             | クラブ           | 背番号           | リーグ           | 出場             | 得点             | 出場             | 得点             | 出場             | 得点             | 出場             | 得点             |
| 日本             | 日本             | 日本             | 日本             | リーグ戦         | リーグ戦         | JSL杯/ナビスコ杯 | JSL杯/ナビスコ杯 | 天皇杯           | 天皇杯           | 期間通算         | 期間通算         |
| ---------------- | ---------------- | ---------------- | ---------------- | ---------------- | ---------------- | ---------------- | ---------------- | ---------------- | ---------------- | ---------------- | ---------------- |
| 1987-88          | ヤマハ           | 33               | JSL1部           | 19               | 9                | 0                | 0                | 1                | 0                | 20               | 9                |
| 1988-89          | ヤマハ           | 33               | JSL1部           | 18               | 7                | 2                | 1                | 4                | 4                | 24               | 12               |
| 1989-90          | ヤマハ           | 10               | JSL1部           | 15               | 3                | 5                | 4                | 5                | 5                | 25               | 12               |
| 1991-92          | ヤマハ           | 10               | JSL1部           | 19               | 3                | 1                | 1                | 1註1             | 0                | 21               | 4                |
| 1992             | ヤマハ           | 10               | 旧JFL1部         | 18               | 8                | -                | -                | 2                | 0                | 20               | 8                |
| 1993             | ヤマハ           | 10               | 旧JFL1部         | 15               | 6                |                  |                  |                  |                  |                  |                  |
| 通算             | 日本             | 日本             | JSL1部           | 71               | 22               | 8                | 6                | 13               | 9                | 92               | 37               |
| 通算             | 日本             | 日本             | 旧JFL1部         | 33               | 14               |                  |                  |                  |                  |                  |                  |
| 総通算           |                  |                  |                  |                  |                  |                  |                  |                  |                  |                  |                  |

註1 1回戦の大阪体育大学戦のメンバーについては不明。
その他の公式戦
- 1991年
  - コニカカップ 5試合0得点
- 1992年
  - ゼロックス・チャンピオンズ・カップ 1試合0得点

## 指導歴
- 静岡FC 監督
- 2003年 サガン鳥栖 コーチ[10]
- グランセナ新潟FC
  - 2007年 - 不明 サッカースクール コーチ[11][13]
  - ユース ヘッドコーチ[12]
  - 2014年 トップチーム 監督
  - 2016年 トップチーム 監督[14]
  - 2017年 - 現在 アミーゴス監督[15]
  - 2020年 - 現在 トップチーム監督[9]
- 北越高等学校 コーチ[13]

## 選抜歴
- JSLオールスターサッカー
  - 2回出場（1988年[16]、1992年[17]）

## 個人タイトル
- 年間優秀11人賞 1回（1987-1988年）[6]
- JSLオールスターサッカー 最優秀選手賞 (MVP) 1回（1988年）[6][7]